# 京都市立八条中学校
京都市立八条中学校（きょうとしりつはちじょうちゅうがっこう）は、京都市南区にある公立中学校である。通称「八中（はっちゅう）」。

## 沿革
- 1949年4月 - 開校
- 1989年9月 - 現体育館完成
- 1995年3月 - 現プール完成
- 2000年6月 - コミュニティホール完成
- 2001年4月 - 現グラウンド・テニスコート完成
- 2004年1月 - 給食開始

## 校区
京都市立唐橋小学校、京都市立南大内小学校の校区。校区には、世界遺産の東寺（教王護国寺）・西寺跡・羅城門跡・六孫王神社等歴史的な旧所名跡が数多く存在する。

## 部活動
- 体育系

陸上競技、ソフトテニス、野球、柔道、バレーボール
- 文化系

吹奏楽、美術、フィールドサイエンス

## 交通
- JR 東海道本線（JR京都線） 西大路駅 東北東へ約0.7km。
- 京都市営バス 八条中学前バス停

## 著名な出身者
- 島田紳助
- 中山大祐
- 安昌林

## 通学区域が隣接している学校
- 京都市立九条中学校
- 京都市立洛南中学校
- 京都市立七条中学校
- 京都市立下京中学校